# Ciclidi conchigliofili

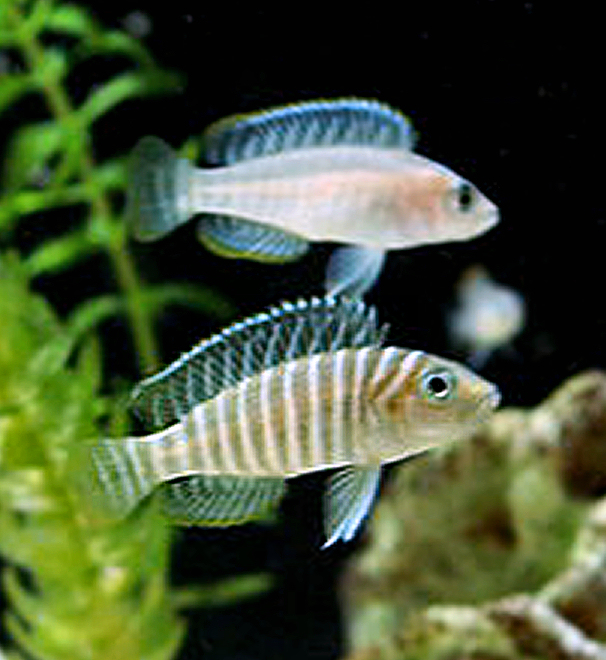
Neolamprologus similis

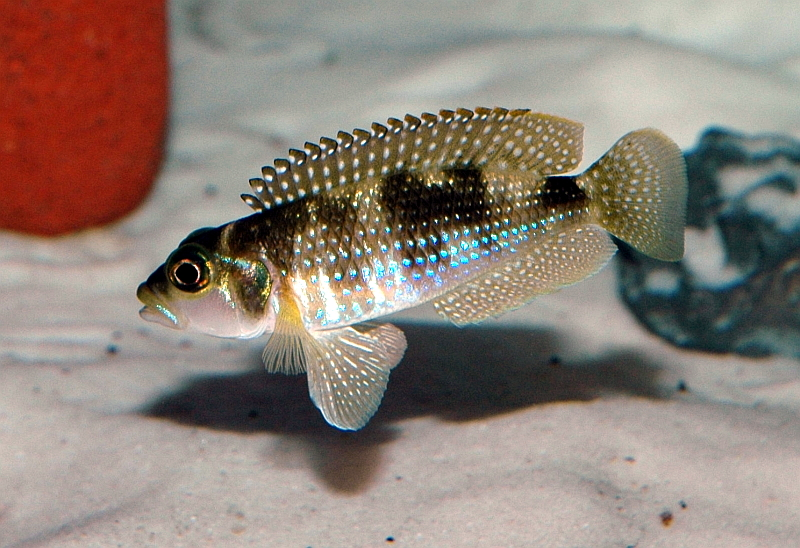
Lamprologus stappersi maschio

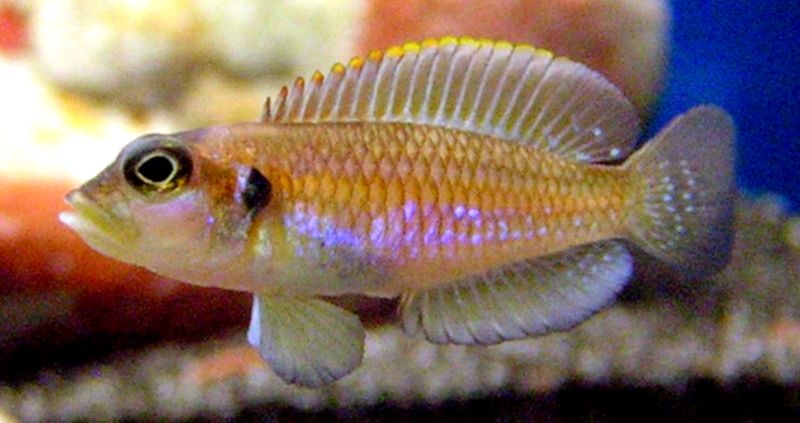
Lamprologus ocellatus maschio

Con la denominazione di ciclidi conchigliofili biologi ed appassionati acquariofili indicano numerose specie di ciclidi, pesci d'acqua dolce appartenenti allordine Perciformes, diffusi negli immensi fondali del lago Tanganica in speciali biotopi che si creano solo qui: distese a perdita d'occhio di gusci di gasteropodi morti.

## Ambiente
Chiamato dai biologi tanatocenosi, questi resti di conchiglie spessi parecchi centimetri sono riscontrabili tra profondità di 10-35 metri lungo le coste sabbiose del lago, che è abitato copiosamente da decine di specie di gasteropodi, molte delle quali endemiche. Solitamente il carbonato di calcio delle conchiglie viene decomposto velocemente dall'acqua dolce, tuttavia le qualità chimiche uniche di queste acque rallenta questo processo. Molto più veloce è il ciclo vitale di questi molluschi (soprattutto Neothauma tanganicense, Lavigeria grandis, Pila ovata e Paramelania demoni) che muoiono lasciando il guscio vuoto sul fondale, assieme a decine di migliaia di altri.

## Descrizione
Di aspetto fisico diverso da specie a specie, questi pesci sono accomunati dalle dimensioni minute.

## Etologia
Di carattere spiccatamente territoriale, queste specie presentano interessantissime forme di convivenza sociale.

## Suddivisione
I biologi hanno proposto due categorie differenti di conchigliofili:
- Conchigliofili obbligati

Scelgono le conchiglie come loro unico rifugio, trascorrendovi l'intera esistenza.
- Altolamprologus compressiceps
- Lamprolagus callipterus
- Lamprolagus meleagris
- Lamprolagus ocellatus
- Lamprolagus ornatipinnis
- Neolamprologus brevis
- Neolamprologus breviscaliurus
- Telmatochromis burgeoni

- Conchigliofili facoltativi

Utilizzano indifferentemente come rifugio e luogo di deposizione sia conchiglie che anfratti rocciosi, in base alle offerte del luogo in cui vivono. 
- Lamprologus signatus
- Neolamprologus brichardi
- Neolamprologus caudopunctatus
- Neolamprologus fasciatus
- Neolamprologus multifasciatus
- Telmatochromis temporalis
- Telmatochromis vittatus